# Hyporhagus pseudogilensis
Hyporhagus pseudogilensis är en skalbaggsart som beskrevs av Freude 1955. Hyporhagus pseudogilensis ingår i släktet Hyporhagus och familjen barkbaggar. Inga underarter finns listade i Catalogue of Life.